# Alexander af Forselles
Jakob Henrik Alexander af Forselles, född 26 januari 1820 i Elimä, död 4 juli 1896 i Helsingfors, var en finländsk militär och ämbetsman. Han var sonson till Jacob af Forselles, bror till Edvard af Forselles och far till Arthur af Forselles. 
Alexander af Forselles utexaminerades 1839 från Finska kadettkåren och tjänstgjorde sedan som ingenjörsofficer i Ryssland, erhöll 1856 överstelöjtnants avsked och utnämndes 1858 till föreståndare för det nygrundade Evois skogsinstitut, som dock på grund av elevbrist nedlades redan 1866. Han verkade 1870–1893 som överdirektör i Forststyrelsen.
Han gjorde talrika uppfinningar, av vilka flertalet (bland annat en slåttermaskin, en stubbutdragare och ett spegelsikte) dock stannade på projektstadiet. Till praktiskt utförande kom en petroleumgaslykta ("Forselles lampa"), patenterad 1865, som togs i bruk för utebelysning i Helsingfors (vid gator som inte var anslutna till gasverkets ledningsnät) och flera andra städer, däribland Borgå. Han utvecklade även en bensinlampa för innebruk (patenterad 1867) och en glödljuslampa (patenterad 1896).